# Saint Louis University
Saint Louis University är ett privat jesuituniversitet i Saint Louis, Missouri. Biskop Guillaume-Valentin Dubourg grundade universitetet år 1818 som Saint Louis Academy. SLU är det äldsta amerikanska universitetet väster om Mississippifloden och det fjärde största jesuituniversitetet i USA.
Bland tidigare studenter kan nämnas Nicaraguas president Enrique Bolaños, guvernör Lester C. Hunt (Wyoming), guvernör William F. Quinn (Hawaii) och guvernör Joseph P. Teasdale (Missouri). Marshall McLuhan undervisade i engelska vid SLU 1937-1939 och 1940-1944.